# آدام ساهاکیان
آدام خاچاتوری ساهاکیان (به ارمنی: Ադամ Խաչատուրի Սահակյան) (متولد ۱۹ اوت، ۱۹۹۶ ایروان– درگذشته ۲ آوریل، ۲۰۱۶ جراکان). سرباز وظیفه، گروهبان ارتش نیروهای نظامی جمهوری ارمنستان و عضو نیروهای تدافعی قره‌باغ بود.

## درگیری‌های ۲۰۱۶ جمهوری آذربایجان و ارمنستان
در نیمه شب اول آوریل ۲۰۱۶؛ آدام ساهاکیان، به ارتفاعات مواضع نظامی رفته بود، در شب همان روز در حدود ساعت ۳ حمله رخ داد. پس از ۱۵ تا ۲۰ دقیقه بمبارانی سنگین مواضع نظامی از طرف نیروهای جمهوری آذربایجان، گروه ۷ نفره‌ای نیروهای مرزی مواضع نظامی ۱۱۲ (تپه‌ای به نام "لالایکا") به فرمانده‌ای آدام ساهاکیان به دفاع محاصره‌ای می‌پردازند. به مدت ۴ – ۵ ساعت دشمن نمی‌توانست مواضع نظامی را تسخیر کند. در نتیجه گروهبان آدام ساهاکیان با همرزمان متحد خود زیان بزرگی به دشمان رسانده‌است (بیش از ۲۰۰ نفر از سربازان گروه ویژه کشته شدند).

## درگذشت
آدام ساهاکیان بر اثر زخم گلوله سنگین توپخانه، که به صورت و بدنش اصابت کرده بود کشته می‌شود. در دهم آوریل ۲۰۱۶ آدام ساهاکیان، پس از کشته شدن، به مدال «قهرمان آرتساخ» و در ۲۸ می ۲۰۱۶ به مدال «شجاعت» جمهوری ارمنستان نایل می‌گردد.

## افتخارات
- قهرمان آرتساخ

## نگارخانه

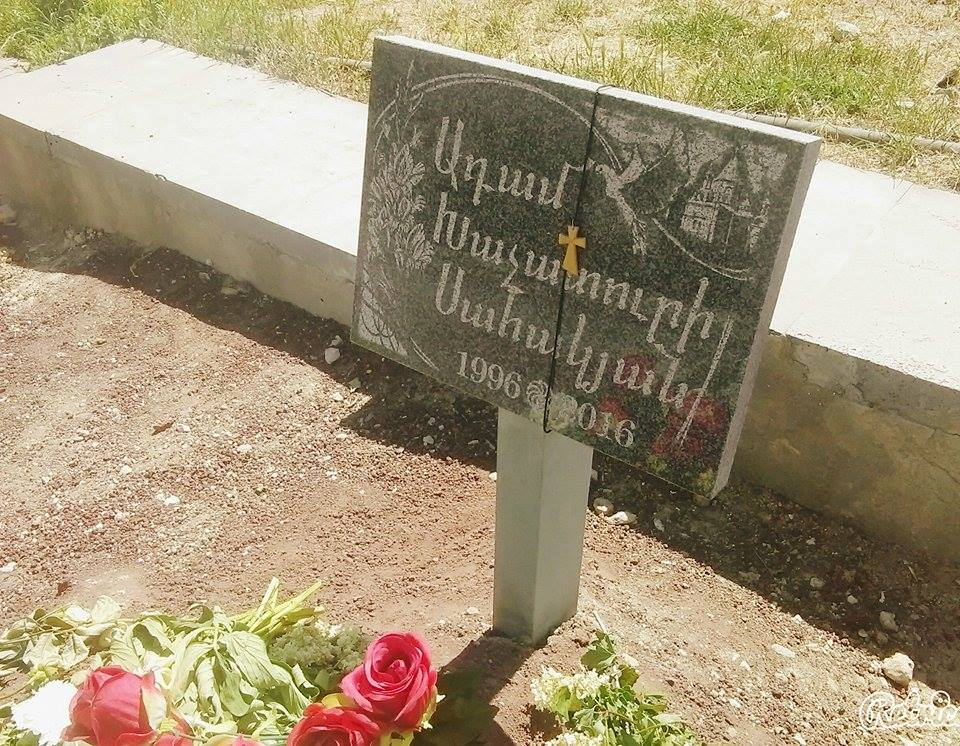
آرامگاه
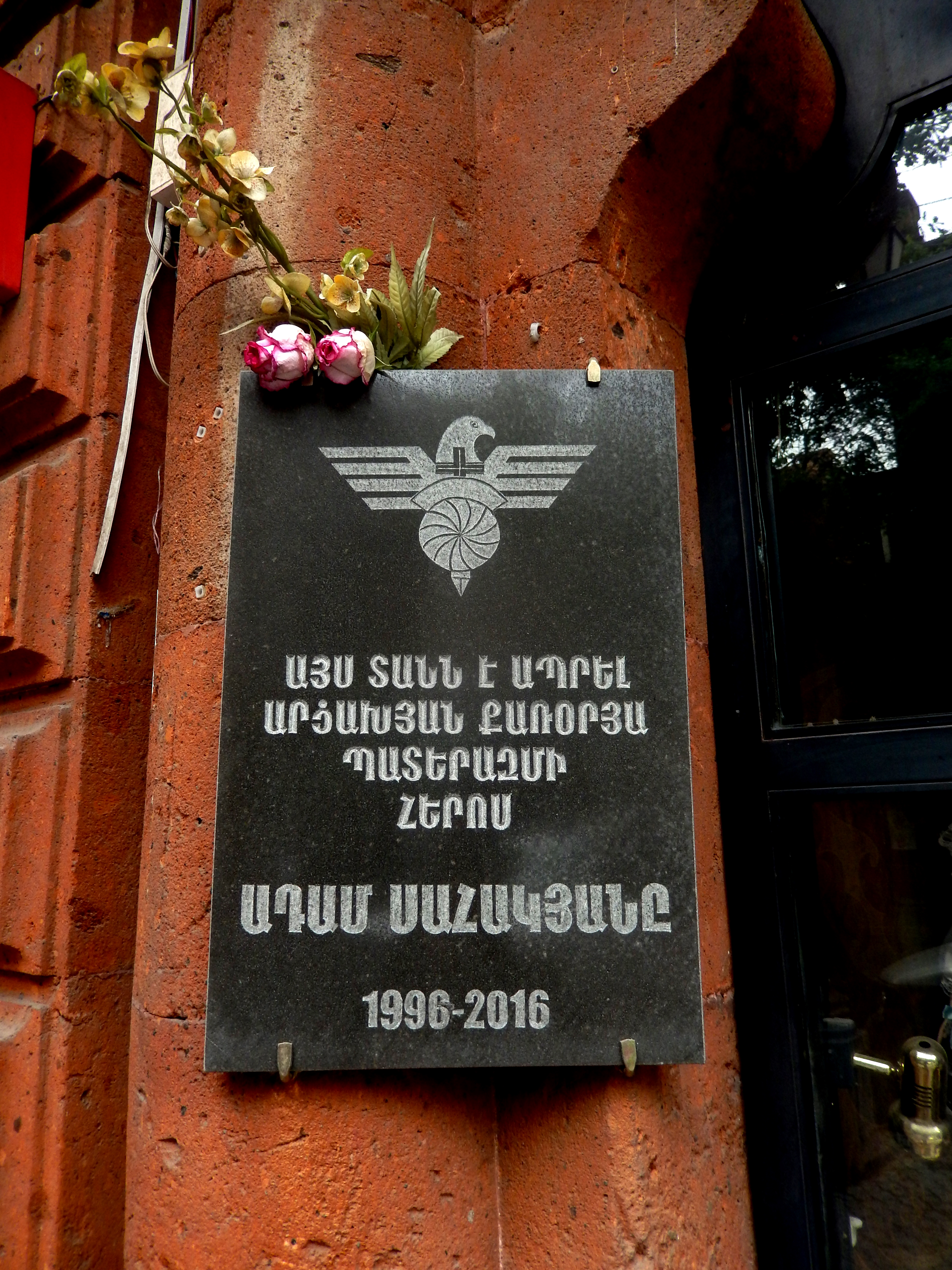